# K.Appenahalli, Madhugiri
K.Appenahalli là một làng thuộc tehsil Madhugiri, huyện Tumkur, bang Karnataka, Ấn Độ.